# Kéményseprő

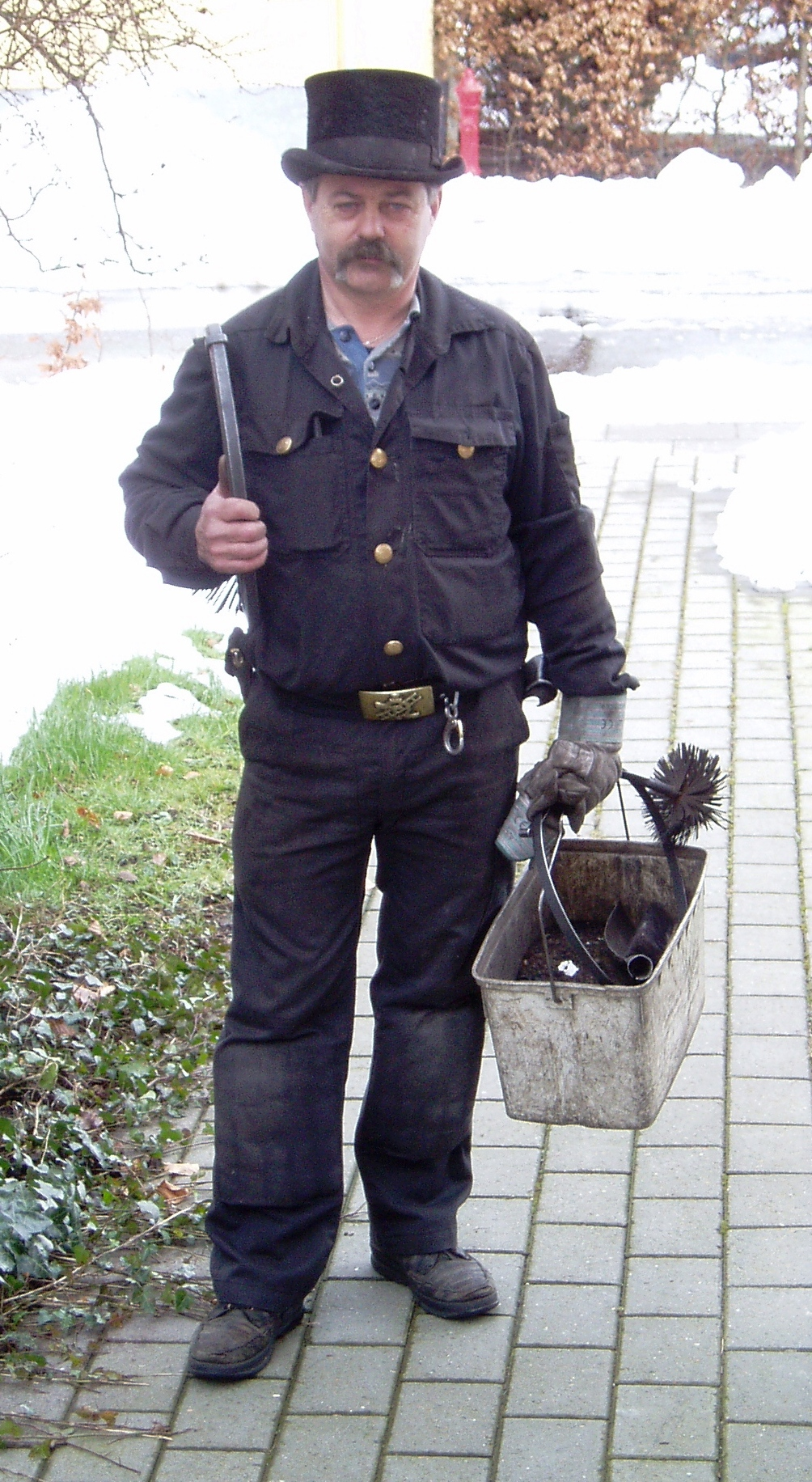
Kéményseprő

A kéményseprő a kémények tisztításával, karbantartásával, javításával foglalkozó iparos.

## A foglalkozás története
Magyarországon már a középkorban működtek kéményseprők a nagyobb városokban. Alkalmazásukat főleg tűzvédelmi, biztonsági meggondolásból szorgalmazták. A kéményseprők jelenléte a 18. századtól a falvakban és a mezővárosokban is egyre rendszeresebbé vált. Tevékenységüket egyre pontosabban, szigorúbban szabályozták.  A 19. század végére hatósági előírások tették kötelezővé a tevékenységüket. Számos helyen a kéményseprésen túl kályhák, tűzhelyek építésével, javításával is foglalkoztak – ezt a tevékenységüket azonban korlátozták, tilalmazták iparhatósági előírások.
Az 1890. évi iparstatisztika szerint Magyarországon – beleértve Horvát-Szlavónországokat – a kéményseprést 901 önálló iparos (826 férfi és 75 nő) végezte; alkalmazottaik között 33 tisztviselő, 10 családi kisegítő, 1164 segéd, 519 tanonc, 2 napszámos és 22 szolga volt. 
Angliában a 18. század folyamán gyakran kisfiukat alkalmaztak kéményseprőként 4 éves koruktól. A parlament törvényt hozott 1790-ben, amely megtiltotta a 8 év alatti gyermekek ilyen foglalkoztatását, kötelezte a munkáltatókat bizonyos szolgáltatások (pl. munkaruha) biztosítására és arra, hogy tegyék lehetővé a gyermekek részére a vasárnapi templombajárást.

## Ma Magyarországon
A hatályos FEOR-08 szerint a foglalkozás megnevezése kéményseprő, épületszerkezet-tisztító. Kémények és tüzeléstechnikai berendezések tisztításával, karbantartásával, üzembe helyezésével, létesítésével és beszabályozásával összefüggő feladatokat lát el illetve épületek és egyéb szerkezetek külső felületeit tisztítja.
A kéményseprés igazgatási szempontból ma Magyarországon a katasztrófavédelem alá tartozik.

## Hiedelmek
A kéményseprők jellegzetes alakjához számos hiedelem is kapcsolódik.

## A kultúrában
- A kis kéményseprő (angolul The Little Sweep) Benjamin Britten egyik egyfelvonásos operája